# Eugoniella sapota
Eugoniella sapota är en fjärilsart som beskrevs av Felder 1874. Eugoniella sapota ingår i släktet Eugoniella och familjen nattflyn. Inga underarter finns listade i Catalogue of Life.